# Nikola Bilišić Grgurov
Nikola Bilišić (15. stoljeće), hrvatski graditelj.
Nikola Bilišić, zadarski graditelj. Sin je graditelja Grgura Bilišića. Radio je na obnovi zvonika zadarske crkve sv. Marije.